# 불설수생경
불설수생경(佛說壽生經)은 충청북도 단양군 영춘면 백자리, 구인사에 있는 조선시대의 불경이다. 2004년 10월 22일 충청북도의 유형문화재 제255호로 지정되었다.

## 개요
생전에 재공할 것을 권하는 찬탄문과 저승의 각 대왕들과 권속 그리고 지옥의 풍경 등이 판화로 전개되어 있는데 조선중기의 우리나라 목판인쇄문화를 규견(窺見)하는데 가치가 있는 자료로 평가된다.

## 참고 자료
- 불설수생경 - 국가유산청 국가유산포털